# Гробенгеройт
Гробенгеройт (нім. Grobengereuth) — громада в Німеччині, розташована в землі Тюрингія. Входить до складу району Заале-Орла. Складова частина об'єднання громад Оппург.
Площа — 5,65 км2. Населення становить 190 ос. (станом на 31 грудня 2021).